# Ukraińcy w II Rzeczypospolitej
Ukraińcy stanowili w II Rzeczypospolitej największą mniejszość narodową w odrodzonej Polsce, liczącą (około 4,4 mln do ponad 5 mln obywateli), tj. ponad 13% mieszkańców kraju. Ludność ta zamieszkiwała południowo-wschodnie tereny, stanowiąc w wielu regionach większość. Tak liczna społeczność ukraińska znalazła się granicach państwa polskiego w wyniku rozstrzygnięć I wojny światowej i Traktatu Ryskiego. Większość społeczeństwa ukraińskiego zamieszkiwała w Ukraińskiej Socjalistycznej Republice Radzieckiej. Pod koniec lat dwudziestych i w latach trzydziestych z powodu stalinowskich represji znacząca część ukraińskiego życia kulturalnego i politycznego rozwijała się w II Rzeczypospolitej, mimo silnego konfliktu między władzami II Rzeczypospolitej a mniejszością ukraińską.

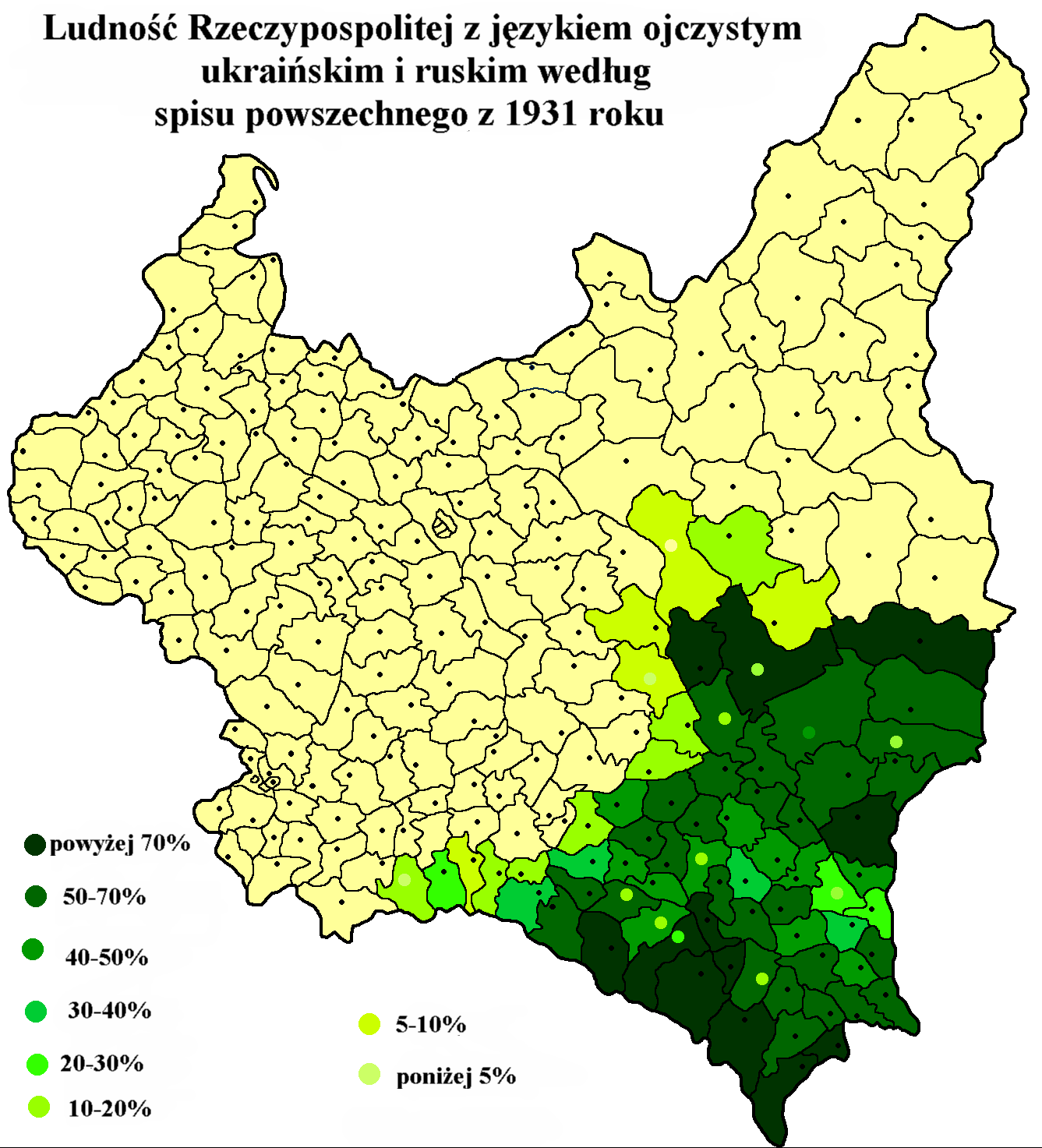
Ludność Rzeczypospolitej z językiem ojczystym ukraińskim i ruskim, według spisu powszechnego 1931 roku

## Liczebność
Pierwszy spis ludności w Polsce po I wojnie światowej został przeprowadzony w 1921 r. Nie objął on ziemi wileńskiej i polskiej części Górnego Śląska. Ponadto spis zbojkotowała znaczna część ludności ukraińskiej w Galicji Wschodniej. Według spisu Ukraińcy stanowili najliczniejszą grupę spośród niepolskich narodowości. Całkowita liczba ludności wynosiła 27,2 mln mieszkańców. Ukraińcy stanowili (3 898 431 osób) – 14,3%.
Według dr. Alfonsa Krysińskiego 1 stycznia 1928 r. liczba Ukraińców wynosiła ok. 4,9 mln, a na końcu 1929 r. ok. 5 mln. Krysiński pominął jednak mieszkańców Polesia (ok. 200 tys.), Chełmszczyzny i Podlasia (około 20 tys.) oraz Ukraińców wyznania rzymskokatolickiego. Tym samym maksymalna przybliżona liczba Ukraińców w Polsce na koniec 1929 r. wynosiłaby około 5,1–5,2 mln osób.
Według spisu powszechnego z 1931 r. jako Ukraińcy lub Rusini zadeklarowało się około 3 250 000 polskich obywateli, czyli 10% ludności całego kraju. Żyli oni głównie w województwach wołyńskim (68% ludności województwa), tarnopolskim (45%), stanisławowskim (68%) i lwowskim (33%).

## Życie kulturalne i społeczne
Aktywność elit ukraińskich w latach 20. skupiała się na kontynuacji pracy organicznej zapoczątkowanej jeszcze w monarchii habsburskiej. Działalność spółdzielcza, o której mowa wyżej, była realnym narzędziem budowania postaw patriotycznych wśród ludności, zwłaszcza przez zatrudnionych w niej byłych żołnierzy ukraińskich formacji zbrojnych z I wojny światowej. Jak realną siłę stanowił ruch spółdzielczy świadczy, że w skali Polski w 1929 r. na 10 000 mieszkańców przypadało 3,6 spółdzielni, natomiast w województwach zamieszkanych przez Ukraińców wskaźnik ten wzrastał do 7,3 spółdzielni.
Odpowiedzią władz polskich były przeprowadzane pacyfikacje wsi ukraińskich, z których pierwsza miała miejsce jesienią 1930 roku. Po stronie polskiej politykę dialogu z Ukraińcami próbował prowadzić wojewoda wołyński w latach 1928–1937 Henryk Józewski, jednak po jego odwołaniu i w związku z licznymi aktami ataków ukraińskich wzmożono w 1938 roku represje, przeprowadzając akcje pacyfikacyjne i niszcząc 138 cerkwi na Podlasiu i Chełmszczyźnie.
W życiu publicznym rolę nieoficjalnego przywódcy zaczynał pełnić unicki metropolita Lwowa Andrij Szeptyckyj. Życie polityczne pod względem ideologicznym obejmowało nurt nacjonalistyczny, liberalny, socjalistyczny i komunistyczny. Coraz ważniejszą rolę odgrywały partie nacjonalistyczne, choć atrakcyjna dla niektórych członków elity wydawała się opcja komunistyczna – szczególnie wobec opisanej wyżej liberalnej polityki w USRR w tym okresie.

## Życie religijne
Ukraińcy w II Rzeczypospolitej zamieszkali w województwie lwowskim, tarnopolskim i stanisławowskim byli w większości grekokatolikami. Ludność ukraińska zamieszkała na Wołyniu była natomiast prawosławna. W życiu publicznym rolę nieoficjalnego przywódcy zaczynał pełnić unicki metropolita Lwowa Andrij Szeptyckyj.

## Życie polityczne
Życie polityczne pod względem ideologicznym obejmowało nurt nacjonalistyczny, liberalny, socjalistyczny i komunistyczny. Coraz ważniejszą rolę odgrywały partie nacjonalistyczne, choć atrakcyjna dla niektórych członków elity wydawała się opcja komunistyczna – szczególnie wobec liberalnej polityki korienizacji w USRR okresie lat dwudziestych.
Najważniejsze partie w tym okresie:
- Ukraińskie Zjednoczenie Narodowo-Demokratyczne – najważniejsza legalna partia ukraińska, o programie liberalno-demokratycznym. Miała stałą reprezentację w Sejmie. Skupiała szerokie spektrum poglądów, część jej działaczy wybierała z czasem działalność konspiracyjną.

- Ukraińska Partia Socjalistyczno-Radykalna – legalna partia socjalistyczna, popierająca ustrój demokratyczny równocześnie wroga wobec systemu komunistycznego.

- Komunistyczna Partia Galicji Wschodniej (od 1923 r. Komunistyczna Partia Zachodniej Ukrainy) – część Komunistycznej Partii Polski, praktycznie w pełni infiltrowana przez ZSRR. Działała nielegalnie, jednakże miała swoich przedstawicieli w Sejmie.

- Organizacja Ukraińskich Nacjonalistów – nielegalna organizacja nacjonalistyczna, założona w 1929 r., stosująca terror polityczny jako metodę działania. W 1934 liczyła ok. 2000 członków, a przez jej szeregi w latach 1929–1939 przewinęło się łącznie ok. 20 000 osób[6].

W środowiskach ukraińskich na terenie II RP istniały ugrupowania skrajne (Ukraińska Organizacja Wojskowa i Organizacja Ukraińskich Nacjonalistów). Ogółem w całym okresie 1921–1939 ukraińskie podziemie nacjonalistyczne (UWO i OUN) przeprowadziło 63 zamachy, w których zginęło łącznie: 36 Ukraińców (w tym jeden komunista), 25 Polaków, 1 Rosjanin i 1 Żyd. Oprócz 63 zamachów na osoby fizyczne (w tym 11 na znane polskie i ukraińskie osobistości polityczne, z czego 8 udanych) ukraińskie podziemie nacjonalistyczne dokonało w latach 1921–1939 łącznie pięciu zamachów bombowych i 18 akcji ekspropriacyjnych. Zestawienie nie uwzględnia aktów sabotażu skierowanych przeciw mieniu publicznemu, społecznemu, czy prywatnemu, które były główną pozycją w zestawieniach policyjnych dotyczących działalności UWO i OUN. Ukraińska Organizacja Wojskowa odpowiadała za nieudany zamach na Józefa Piłsudskiego 25 września 1921 roku we Lwowie, nieudany zamach na prezydenta Stanisława Wojciechowskiego 5 września 1924 roku we Lwowie, śmiertelny zamach na kuratora szkolnego Stanisława Sobińskiego 19 października 1926 roku, Organizacja Ukraińskich Nacjonalistów za zabójstwo posła Tadeusza Hołówki 29 sierpnia 1931 roku w Truskawcu, zabójstwo ministra spraw wewnętrznych Bronisława Pierackiego w 1934 roku w Warszawie.

## Polityka władz wobec ludności ukraińskiej
W okresie kształtowania się państwa polskiego polityka wobec nich nie była jednoznaczna. Zwłaszcza na wschodnich terenach Galicji, których przynależność do Polski była przez długi czas niepewna, początkowo podejmowano różne inicjatywy w celu zaspokojenia dążeń ukraińskich. Przykładem jest ustawa z 1922 r., przyznająca szeroką autonomię Małopolsce Wschodniej, przewidująca utworzenie dwujęzycznych samorządów i powołanie uniwersytetu ukraińskiego. Po ostatecznym przyznaniu Galicji Polsce, ustawa ta nigdy nie została uchylona, ale jej postanowienia nie weszły też w życie. Jakkolwiek w okresie dwudziestolecia międzywojennego prawa należne mniejszości ukraińskiej wraz z przyznającymi je traktatami międzynarodowymi były łamane, mimo to II RP posiadała atrybuty państwa prawa, prawa obywatelskie nie były systemowo łamane, a działacze ukraińscy mieli możliwość propagowania swoich poglądów.
Porażka koncepcji federacyjnej Piłsudskiego, przypieczętowana traktatem ryskim, spowodowała, że od początku lat dwudziestych do wybuchu II wojny światowej następowało stopniowe zaostrzanie kursu wobec mniejszości ukraińskiej, przerywane epizodami pozornej liberalizacji. Polityka ta charakteryzowała się między innymi odsuwaniem inteligencji ukraińskiej od udziału w aparacie państwa i doprowadzeniem do ograniczania zasięgu oświaty ukraińskiej (z ok. 3 tys. szkół ukraińskich po I wojnie światowej, w końcu lat 30. ich liczba spadła do ok. 400). Niezamierzonym skutkiem odsuwania ukraińskich absolwentów szkół wyższych od udziału w administracji państwowej, był dynamiczny rozwój ukraińskiego ruchu spółdzielczego w którym znajdowali oni zatrudnienie. Towarzyszył temu rosnący nacjonalizm pośród Ukraińców i coraz częstsze akty dywersji i terroryzmu skierowane przeciwko państwu polskiemu.